# Nieuw-Caledonisch honkbalteam

Vlag van Nieuw-Caledonië.

Het Nieuw-Caledonisch honkbalteam is het nationale honkbalteam van Nieuw-Caledonië. Het team vertegenwoordigt het Franse overzeese gebied tijdens internationale wedstrijden. 
Het Nieuw-Caledonisch honkbalteam hoort bij de Oceanische Honkbal Confederatie (BCO), maar Nieuw-Caledonië heeft ook een eigen associatie, de New Caledonia Baseball Association.

## Kampioenschappen
Nieuw-Caledonië nam 1 keer deel aan de Zuid-Pacifische Spelen, waar ze de tweede plaats haalde.
| Editie    | 2007   |
| Prestatie | Zilver |